# Gänsehäufel
Gänsehäufel es una isla fluvial de arena y boscosa en el distrito número 22 de la ciudad austríaca de Viena (Ciudad del Danubio o «Donaustadt»') que se utiliza como sitio de recreación.
Antes de 1870-1875 la isla se componía de dos partes o islas menores en el centro del principal brazo del río Danubio.
En las últimas semanas de la Segunda Guerra Mundial fue completamente destruida por los bombardeos.  En 1948, el gobierno de la ciudad comenzó a reconstruirla, con un diseño de Max Fellerer y Eugen Woerner, siendo en 1950 reabierta.
Tiene su propia sección cerrada de nudistas, una playa de 2 km de largo con áreas deportivas y numerosos establecimientos de ocio, como piscinas, juegos para niños con agua climatizada, zona de juegos de agua, tobogán, área de padre-hijo, parques infantiles, una cancha de voleibol de playa, etc.